# Johannes Hartung

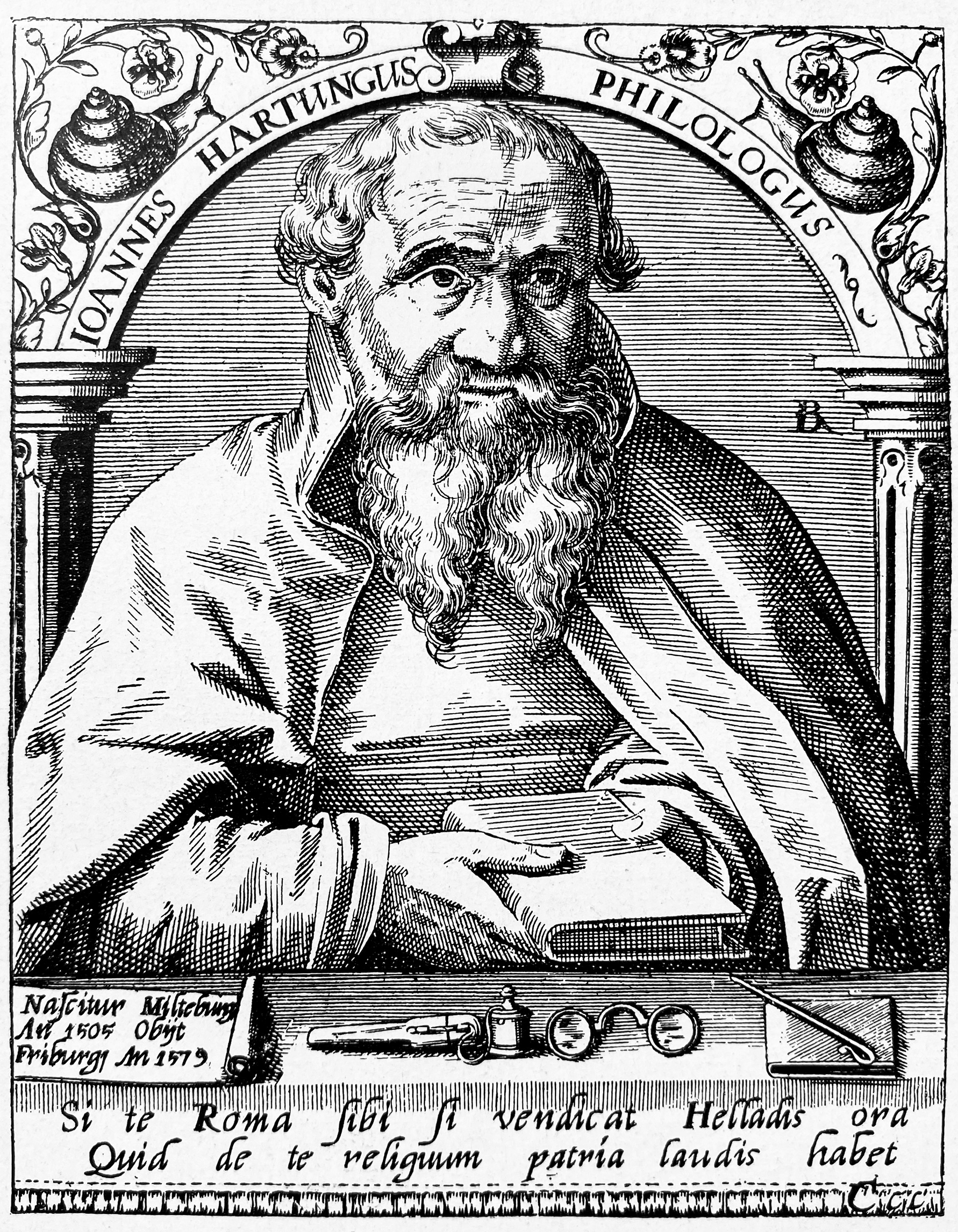
Kupferstich von Robert Boissard aus dem 17. Jahrhundert

Johannes Hartung (* Ende Februar 1505 in Miltenberg am Main; † 16. Juni 1579 in Freiburg im Breisgau) war neben Erasmus von Rotterdam und Johannes Reuchlin einer der führenden deutschen Gräzisten und Hebraisten im 16. Jahrhundert.

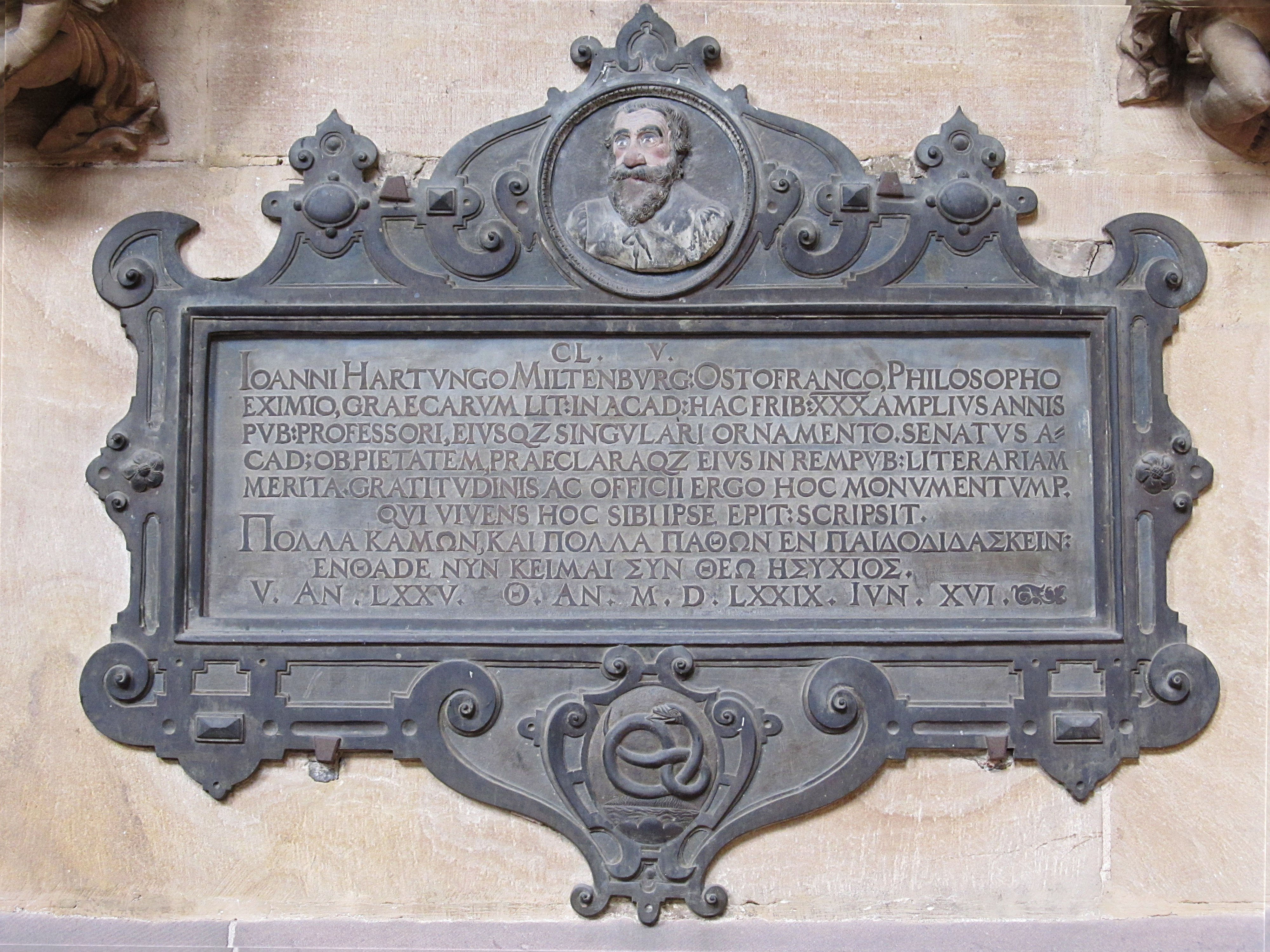
Gedenktafel an Johannes Hartung im Freiburger Münster

Der Sohn armer Eltern studierte nach dem Besuch der Lateinschule in Miltenberg ab Januar 1521 in Heidelberg Philologie und griechische Literatur. Nach mehrfacher Unterbrechung seiner Studien und seiner diversen Lehrtätigkeiten aus Geldmangel erhielt er 1537 Lektur und Lehrstuhl für griechische Sprache in Heidelberg und 1546 einen Ruf an die Albertina in Freiburg im Breisgau als Professor für Griechisch und Hebräisch. Nach seinem Tod am 16. Juni 1579 gab der Senat der Universität Freiburg eine Gedenktafel in Auftrag, die im Mai 1580 im Freiburger Münster installiert wurde.
2008 wurde die Staatliche Realschule in seinem Geburtsort Miltenberg in Johannes-Hartung-Realschule umbenannt.

## Druckschriften (Auswahl)
- Quo tempore Philippus rex Macedonum infesto / ornatissimo atque humanissimo viro Ioanni Harttungo iudici in fonte salutis, Vincentius Obsopoeus salutem plurimam; in: Obsopaeus, Vincentius, De arte bibendi libri tres, Nürnberg (Johann Petri) 1536
- Prolegomena Ioannis Hartungi in tres priores Odysseae Homeri rhapsodias, Frankfurt (Christian Egen) 1539
- Enarrationes seu postillae Martini Lutheri maiores in lectiones, quae ex evangelicis historiis, Apostolorum scriptis, aliisque sacrae scripturae locis desumptae … (Erklärungen oder größere Predigtsammlung Martin Luthers zu den Lesungen, die aus den evangelischen Geschichten, den Schriften der Apostel und anderen Stellen der Heiligen Schrift entnommen sind …), Basel (Johann Herwagen) 1546
- Apollonii Rhodii Argonauticorum Libri quatuor, nunc primum latinitate donati, atque in lucem editi, Ioanne Hartungo interprete (Das Argonautenepos des Apollonius von Rhodos in vier Büchern, nun zum ersten Mal in Latein gegeben und ans Licht herausgegeben, durch Johannes Hartung interpretiert), Basel (Johann Oporin) 1550
- P. Vergilii Maronis Opera, quae quidem extant, omnia cum iustis et doctis in Bucolica, Georgica, & Aeneida commentariis Tib. Donati & Servii Honorati, summa cura ac fide Georgico Fabricio Chemnicense emendatis. Quibus accesserunt … Ioan. Hartungi, … & aliorum annotationes (Werke von P. Vergilius Maro, soweit sie überliefert sind, mit berechtigten und gelehrten, verbesserten Kommentaren des Tib. Donatus und des Servius Honoratus zu den Hirtengedichten, dem Landbau und der Aeneis, mit höchster Sorgfalt und Zuverlässigkeit durch Georg Fabricius aus Chemnitz verbessert. Hinzu kamen Anmerkungen von … Johannes Hartung, … und anderen), Basel (Henricus Petri) 1561
- Q. Horatii Flacci Opera … Huc quoque accedunt Ioan. Hartungi in omnia Horatii  opera breves observationes (Die Werke des Q. Horatius Flaccus … Hinzu kommen zu allen Werken des Horaz kurze Beobachtungen des Johannes Hartung), Basel (Henricus Petri) 1555
- Decuria locorum quorundam memorabilium, ex optimis quibusque authoribus cum Graecis tum Latinis excerptorum. Accessit locuples rerum & verborum memorabilium Index. / Per Ioannem Hartungum, Graecae linguae in academia Friburgensi professorem publicum (Sammlung denkwürdiger Stellen, entnommen sowohl aus den besten griechischen als auch besonders lateinischen Autoren. Hinzu kam ein umfangreiches Verzeichnis denkwürdiger Taten und Worten durch Johannes Hartung, dem öffentlichen Professor der griechischen Sprache an der Freiburger Universität), Basel (Johann Oporin) 1559
- Lexikon ellenoromaikon = hoc est Dictionarium, supra omnes editio-nes postremo nunc hoc anno ex variis et multis praestantioribus lingu-ae Graecae authoribus, commentariis, thesauris et accessionibus, non duntaxat allegationum, sed etiam plurimarum vocum simplicium auctario / locupletatum, illustratum et emendatum per … Jo. Hartungum, …(Griechisch-römisches Lexikon = das heißt Wörterbuch, über alle Ausgaben hinaus, zuletzt in diesem Jahr aus vielen verschiedenen hervorragenden Schriftstellern der griechischen Sprache, aus Kommentaren, Wortschätzen und Beifügungen, durch die Zugabe nicht nur von ……, sondern auch von sehr vielen einfachen Wörtern bereichert, erläutert und verbessert durch … Joh. Hartung, …), Basel (Henricus Petri) 1577
- Opera P. Ovidii Nasonis quibus accesserunt, primo, in Metamorphosin, Fastos, Heroidum & A. Sabini epistolas, non solum argumenta …, sed etiam mythologiae, tabula chronologica & annotationes … / per Ioan. Thomam Freigium. Praeterea Henrici Glareani et Ioannis Hartungi In Metamorphosin annotationes. … Item Ioan. Hartungi Annotatiunculae in transformatorum libros Ovidii (Werke des Publius Ovidius Naso, zu denen hinzukamen erstmals nicht nur Darstellungen zu den Metamorphosen, Fasti, den Briefen der Heroides und des A. Sabinus, sondern auch Mythologien, eine Zeittafel und Anmerkungen … von Joh. Thomas Freigius. Außerdem Anmerkungen des Heinrich Glareanus und des Johannes Hartung zu den Metamorphosen. … Ebenso kurze Anmerkungen von Joh. Hartung zu den Verwandlungsgeschichten des Ovid), Basel (Henricus Petri) 1568